# 深夜之门
《深夜之门》（日语：真夜中のドア）是中国大陆演员刘亦菲的首张日语单曲，于2006年7月19日在日本发行，署名为（“Yifei”的片假名音译）。本单曲在日本销量不佳，Oricon公信榜仅上榜一周，排名第168位。

## 概要
- 单曲主打歌《深夜之门》是日本动画片《飞天小女警Z》第一期的片尾曲。
- 单曲中《深夜之门》拍摄有PV，但未收入其中。
- 主打歌《深夜之门》同时收录于日语专辑《All My Words》，而中文翻唱版则收录于国语专辑《刘亦菲》，并改名为《泡芙女孩》。

## 收录曲目
1. 深夜之门 [3:28]
作词：MIZUE／作曲：中野雄太（日语：中野雄太）／编曲：大友光悦
  - 日本动画片《飞天小女警Z》第一期片尾曲。
2. brightly [5:01]
作词：松井五郎／作曲：和田将志（日语：和田将志）／编曲：大友光悦
3. 深夜之门（instrumental）
4. brightly（instrumental）